# Centre de masse (géométrie riemannienne)
Pour l’article homonyme, voir Centre de masse.
En géométrie riemannienne, le centre de masse généralise le centre de masse (barycentre) en géométrie affine. Cette notion n'est toutefois bien définie que localement, sauf dans certains cas (comme les variétés simplement connexes complètes de courbure négative, les variétés de Hadamard).

## Définition
Soit {\displaystyle (M,g)} une variété riemannienne. Soit {\displaystyle \mu } une mesure de probabilité borélienne sur {\displaystyle M} (une "distribution de masse"). Afin que le centre de masse de {\displaystyle \mu } soit bien défini, on suppose que {\displaystyle \mu } est à support compact {\displaystyle A} dans une boule (géodésiquement) convexe. On peut rappeler que quel que soit le point {\displaystyle x\in M}, la boule centrée en {\displaystyle x} de rayon {\displaystyle r>0} est convexe pourvu que {\displaystyle r} soit suffisamment petit.
Le centre de masse de {\displaystyle \mu } est alors défini comme l'unique point {\displaystyle x=x_{0}} où la fonction {\displaystyle f:x\in M\mapsto {\frac {1}{2}}\int _{A}d(x,y)^{2}d\mu (y)} atteint son minimum. Il est caractérisé comme étant l'unique point où le gradient {\displaystyle (\mathrm {grad} \,f)_{x}=\int _{A}\exp _{x}^{-1}(y)d\mu (y)} s'annule.

## Exemples
Lorsque le support de {\displaystyle \mu } est fini, on retrouve la notion de barycentre d'un système de points pondérés. En particulier, on peut montrer par exemple que l'« isobarycentre » de deux points est le milieu du segment géodésique les joignant.

## Applications
Comme exemple d'application, on peut mentionner que la notion de centre de masse permet de définir le « remplissage » d'un simplexe (pourvu que celui-ci soit contenu dans une boule géodésiquement convexe). Par exemple, étant donné un triangle donné par ses trois sommets, les centres de masses de ces trois sommets remplissent le triangle par une surface qui s'appuie sur ses trois côtés géodésiques.